# Бострихоидные
Бострихоидные (лат. Bostrichoidea) — надсемейство жуков из инфотряда бострихиформные (Bostrichiformia).

## Описание
Bostrichoidea объединяют следующие признаки: модифицированный криптонефридизм, строение эдеагуса у самцов и отсутствие базального мандибулярного выступа-мола у личинок.
Помимо этого, Bostrichoidea демонстрируют целый ряд специфических морфологических особенностей. Например, только у Bostrichidae форма тела взрослой особи варьирует от выпуклой до уплощённой, длина тела — от 2 до 50 мм, а окраска может быть жёлтой, коричневой или чёрной, иногда с металлическим оттенком.
Бострихоидные обычно обитают в сухих местах. Например, многие капюшонники (Bostrichidae) питаются древесиной, хотя некоторые нападают и на однодольные растения, а Rhyzopertha dominica питается хранящимся зерном и зерновыми продуктами. Аналогично, большинство жуков из семейства притворяшки (Ptinidae) в виде личинок разлагают древесину, но некоторые питаются другими сухими растительными или животными материалами, такими как хранящиеся продукты, табак и музейные экспонаты. Кожееды (Dermestidae) обычно падальщики, выбирающие сухие органические вещества с высоким содержанием белка, а некоторые виды являются хищниками или питаются пыльцой и нектаром.

## Классификация
- Семейство нозодендриды (Nosodendrida) Erichson, 1846
- Семейство кожееды (Dermestidae) Latreille, 1807 — В России — 76 в. Источник оценки: А. Г. Кирейчук, Р. Д. Жантиев [2004].
- Семейство эндекатомиды (Endecatomidae) LeConte, 1861
- Семейство капюшонники (Bostrichidae) Latreille, 1802
- Семейство жуки-точильщики (Anobiidae) Stephens, 1830 — В России — 98 в. Источник оценки: М. Г. Волкович [1995].
  - Подсемейство Ptininae Latreille, 1802 (=Ptinidae, притворяшки) — В России — 25 в. Источник оценки: М. Г. Волкович [1995].
- Семейство якобсонииды (Jacobsoniidae) Heller, 1926
- Семейство древогрызы (Lyctidae) Latreille, 1802